# 劉賢 (呉王世子)
劉 賢（りゅう けん、生没年不詳）は、前漢の皇族。字は徳明。呉王劉濞の世子。弟に劉子駒・劉子華がいる。
「劉賢」という姓名は『史記』呉王濞列伝と『漢書』景帝紀と荊燕呉伝と爰盎鼂錯列伝にはなく、おもに『漢紀』と胡三省が引く『資治通鑑』によって記されている。

## 略歴
ある年に父の名代として長安に入朝し、文帝に拝謁した。
その直後の宴会で、又従兄弟にあたる皇太子劉啓（後の景帝）と酒を飲んで、六博をした。呉国の世子の近侍はほとんどが楚出身であり、軽薄で傲岸な態度を見せていた。さらに呉国の世子も甘やかされていた。そのうちに博打の最中に皇太子の劉啓とサイコロの目をめぐって口論となり、呉国の世子の不遜な態度に激怒した劉啓は博局（六博の盤）を持ちあげて、呉国の世子に投げつけてしまい、劉賢は即死した。劉啓は劉賢の遺体を棺に収めて呉国に送り返した。
息子の非業の死に激怒した劉濞は「天下はすべて劉家のものだ。長安で亡くなれば長安で埋葬すればよいのだ。なにゆえ呉国に送り返して、葬儀を行う必要があろうか？」といって、再び長安に送り返して文帝は、劉賢の遺体を長安に埋葬した。
上記の事変以降から劉濞は入朝を拒否し、長安の中央政府と呉国との関係が非常に険悪なものとなった。当時、即位に際して帝位を争った斉王家の扱いに苦慮していた文帝は、これ以上混乱の種を増やすのを嫌い、劉濞はすでに高齢であるから入朝は免除するとして、脇息と杖を与えて、このことを不問にした。しかし、この事件で劉濞が景帝を憎むことは甚だしく、景帝の治世に起こった呉楚七国の乱の一因となった。